# Vincent L. Palmisano
Vincent Luke Palmisano (ur. 5 sierpnia 1882, zm. 12 stycznia 1953) – amerykański polityk pochodzenia włoskiego, członek Partii Demokratycznej. W latach 1927–1939 był przedstawicielem trzeciego okręgu wyborczego w stanie Maryland w Izbie Reprezentantów Stanów Zjednoczonych.
Vincent Palmisano zginął w niewyjaśnionych okolicznościach. Wyszedł z domu 12 stycznia 1953 i zaginął. Jego ciało odnaleziono w porcie w Baltimore 5 marca 1953 i pochowano w Baltimore.